# Carl Robert Jakobson
Carl Robert Jakobson (26 de julio de 1841 – 19 de marzo de 1882) fue un escritor, político y profesor estonio activo en la Gobernación de Livonia, Imperio ruso. Fue una de las personas más importantes del despertar nacional estonio en la segunda mitad del siglo XIX.

## Actividad política
Entre 1860 y 1880, la gobernación de Livonia fue dirigida por un gobierno moderado dominado por la nobleza. Jakobson se convirtió en el líder del ala radical, abogando por reformas generalizadas en Livonia. Fue responsable del programa económico-político del movimiento nacional estonio. Jakobson instó a los estonios a exigir los mismos derechos políticos con los alemanes de la región y el fin de la posición privilegiada de la nobleza báltica-alemana.
En 1878, Jakobson estableció el periódico estonio Sakala. El periódico se convirtió rápidamente en un promotor vital del despertar cultural. También tuvo un papel central en el establecimiento de la Sociedad de Literatura de Estonia, que fue una asociación estonia influyente en la segunda mitad del siglo XIX.

## Legado

### Museo
En 1948, el Museo de Carl Robert Jakobson fue establecido por la hija mayor de Jakobson, Linda, en su finca familiar en Kurgja. La casa principal del museo incluye una exposición que presenta la vida y las actividades de Jakobson. El museo está diseñado para ilustrar elementos de la vida rural en Estonia durante la vida de Jakobson y sigue siendo una granja activa con la cría de ganado y el cultivo de la tierra.

### Billete de 500 coronas

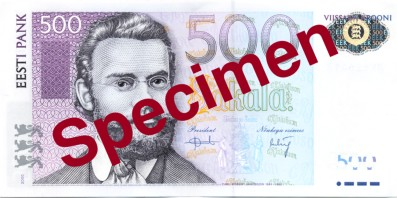
Jakobson en el billete de 500 coronas

Carl Robert Jakobson fue representado en el billete de 500 coronas.